# Южно-Кубанское сельское поселение
Южно-Кубанское сельское поселение — муниципальное образование в Динском районе Краснодарского края России.
В рамках административно-территориального устройства Краснодарского края ему соответствует Южно-Кубанский сельский округ.
Административный центр и единственный населённый пункт — посёлок Южный.
Сельское поселение находится в южной части Динского района. Площадь — 13,53 км².

## Население
| 2010  | 2012  | 2013  | 2014    | 2015    | 2016  | 2017  |
| ----- | ----- | ----- | ------- | ------- | ----- | ----- |
| 5121  | ↗5333 | ↗5583 | ↗5940   | ↗6382   | ↗6748 | ↗7307 |
| 2018  | 2019  | 2020  | 2021    | 2023    |       |       |
| ↗7771 | ↗8454 | ↗8870 | ↗11 125 | ↗11 162 |       |       |